# Палчје
Палчје (словен. Palčje, итал. Palci) је насељено место у општини Пивка, Приморско-нотрањска регија, Словенија.

## Историја
До територијалне реорганизације у Словенији било је у саставу старе општине Постојна.

## Становништво
У попису становништва из 2011. године, Палчје је имало 200 становника.
| Број становника према пописима | Број становника према пописима | Број становника према пописима |
| ------------------------------ | ------------------------------ | ------------------------------ |
| 1991                           | 2002                           | 2011                           |
| 226                            | 208                            | 200                            |

Напомена: Године 1994. извршене су мање размене територија између насеља Јуршче и Палчје.

## Галерија
- поглед на крашку висораван Снежник
- Палско језеро